# 喀什噶爾人
喀什噶爾人是十八至十九世纪迁移到哈薩克的維吾爾人，在苏联1930年代前他们是單独民族，他们有部分原本是塔兰奇。1926年苏联有13010人。
虽然是維吾尔人但2002年俄国人口普查仍有18人被单独上报，他们现在多分布于哈薩克、吉尔吉斯、烏兹別克。